# Montardon
Montardon – miejscowość i gmina we Francji, w regionie Nowa Akwitania, w departamencie Pireneje Atlantyckie.
Według danych na rok 1990 gminę zamieszkiwało 1437 osób, a gęstość zaludnienia wynosiła 171 osób/km² (wśród 2290 gmin Akwitanii Montardon plasuje się na 294. miejscu pod względem liczby ludności, natomiast pod względem powierzchni na miejscu 1178.).